# Paranortonia alegrensis
Paranortonia alegrensis är en stekelart som beskrevs av Brethes 1924. Paranortonia alegrensis ingår i släktet Paranortonia och familjen Eumenidae. Inga underarter finns listade i Catalogue of Life.